# Vera Miles
Vera Miles, właśc. Vera June Ralston (ur. 23 sierpnia 1929 w Boise City) – amerykańska aktorka filmowa.
W 1948 zajęła trzecie miejsce w wyborach Miss America.
Jest najbardziej znana z ról w filmach: Poszukiwacze (The Searchers, 1956) w reżyserii Johna Forda, Niewłaściwy człowiek (1956) i Psychoza (Psycho, 1960) oba w reżyserii Alfreda Hitchcocka, Człowiek, który zabił Liberty Valance’a (The Man Who Shot Liberty Valance, 1962), za który wspólnie z ekipą filmową odebrała w 1963 nagrodę Bronze Wrangler podczas Western Heritage Awards, Psychoza 2 (Psycho II, 1983) Richarda Franklina. Była bliska zagrania głównej roli w arcydziele mistrza suspensu Zawrót głowy (1958), do jej wymiarów dostosowano nawet kostiumy, lecz na wieść o ciąży aktorka wymówiła angaż. Do historii przeszła jako jedna ze słynnych blondynek Hitchcocka. Ma swoją gwiazdę w Hollywood Walk of Fame.
W latach 1948–1954 była żoną Boba Milesa. Od 1954 do 1959 jej mężem był Gordon Scott, odtwórca roli Tarzana w pięciu hollywoodzkich filmach o jego przygodach. W 1960 poślubiła aktora, reżysera i producenta filmowego Keitha Larsena, lecz rozwiodła się z nim jedenaście lat później.

## Wybrana filmografia
- Wichita (1955) jako Laurie McCoy
- 23 kroki do Baker Street (1956) jako Jean Lennox
- Jesienne liście (1956) jako Virginia Hanson
- Poszukiwacze (1956) jako Laurie Jorgensen
- Niewłaściwy człowiek (1956) jako Rose Balestrero
- Historia FBI (1959) jako Lucy Ann Hardesty
- Jowanka i inne (1960) jako Daniza
- Psychoza (1960) jako Lila Crane, siostra Marion
- Człowiek, który zabił Liberty Valance’a (1962) jako Hallie Stoddard
- Ujarzmić piekło (1968) jako Madelyn Buckman
- Columbo jako Viveca Scott w odcinku pt. Słodka, lecz śmiertelna z 1973
- Zagrajmy w „Lochy i potwory” (1982) jako Cat
- Psychoza II (1983) jako Lila Crane-Loomis
- Inicjacja (1984) jako Frances Fairchild
- Ucieczka w noc (1985) jako Joan Caper
- Podwójne życie (1995) jako dr Ruth Goldin